# Brachypremna subsimilis
Brachypremna subsimilis är en tvåvingeart som beskrevs av Alexander 1921. Brachypremna subsimilis ingår i släktet Brachypremna och familjen storharkrankar. Inga underarter finns listade i Catalogue of Life.